# لیگ خدایان
لیگ خدایان (انگلیسی: League of Gods) یک فیلم فانتزی هنگ‌کنگی-چینی محصول ۲۰۱۶ به کارگردانی کوان هوی است که بر اساس رمان قرن شانزدهمی سرمایه‌گذاری خدایان نوشته شو ژونگلین و با بازی یک گروه بازیگران جت لی، تونی لیانگ، فن بینگ بینگ، لوئیس کو، مارک هوانگ، آنجلاببی، ون ژانگ، اندی اون و جکی هیونگ. این فیلم در ۲۹ ژوئیه ۲۰۱۶ در چین اکران سینمایی شد.
با توجه به انتقادات منتقدان و تماشاگران از نبود جلوه‌های سه بعدی، داستان و شخصیت‌ها، فیلم یک بمب گیشه بود. در نهایت برنده جوایز جاروب طلایی بدترین فیلم و نامزد بدترین کارگردانی شد. آنجلابیبی برای نقش لان دی در این فیلم برنده جایزه آلو طلایی هنگ کنگ برای بدترین بازیگر نقش مکمل زن شد. با این حال، از دید مثبت، فیلم نامزد بهترین طراحی لباس در سی و ششمین دوره جوایز فیلم هنگ کنگ شد، و در مقابل میمون شاه ۲ شکست خورد.

## داستان
بر اساس رمان قرن شانزدهم چینی فنگ شن یان یی (گشایش خدایان)، داستان می‌گوید که چگونه شاه ژو از شانگ یک دیکتاتور می‌شود و …

## تولید فیلم
بودجه فیلم ۳۰۰ میلیون دلار هنگ کنگ (معادل ۳۸ میلیون دلار آمریکا) بود فیلمبرداری اصلی در ۲۱ ژانویه ۲۰۱۵ آغاز شد. بازیگر زن سیسیلیا چیانگ در ابتدا برای نقش نژا انتخاب شد، اما به دلیل رفتار بدش در صحنه فیلمبرداری، از فیلم اخراج شد. او در نقش خود توسط بازیگر ون جانگ، که انتخاب اصلی برای این نقش بود، جایگزین شد.

## انتشار فیلم
این فیلم در استرالیا و نیوزیلند در ۲۸ ژوئیه ۲۰۱۶ و در چین، ایالات متحده آمریکا، کانادا و بریتانیا در ۲۹ ژوئیه ۲۰۱۶ اکران شد.